# Pablo Jara
Pablo Octavio Jara Rojas (Santiago, Chile, 2 de abril de 1994) es un futbolista chileno, que juega como Guardameta en el Tormenta FC de la USL League One estadounidense.

## Carrera
Tras una exitosa temporada con Tormenta FC en la PDL, Jara firmó por el equipo para la primera temporada que este tendría en la USL League One. Hizo su debut profesional con el equipo el 29 de marzo de 2019, en una victoria por 1-0 ante  Greenville Triumph.

## Clubes
| Club              | País           | Año       |
| ----------------- | -------------- | --------- |
| Colo-Colo B       | Chile          | 2012-2014 |
| Tormenta FC (PDL) | Estados Unidos | 2018      |
| Tormenta FC       | Estados Unidos | 2019-Act. |

## Palmarés

#### Torneos nacionales
| Título         | Club        | País           | Año  |
| -------------- | ----------- | -------------- | ---- |
| USL League One | Tormenta FC | Estados Unidos | 2022 |